# Friede & Goldman
Friede & Goldman is een scheepsbouwkundig ingenieursbureau dat in 1949 werd opgericht door Vladimir M. Von Der Friede en Jerome L. Goldman. Het richt zich op de offshore met boorschepen, hefplatforms (jackups), halfafzinkbare platforms (semis) en halfafzinkbare productieplatforms (floating production systems, FPS).

## Koopvaardij

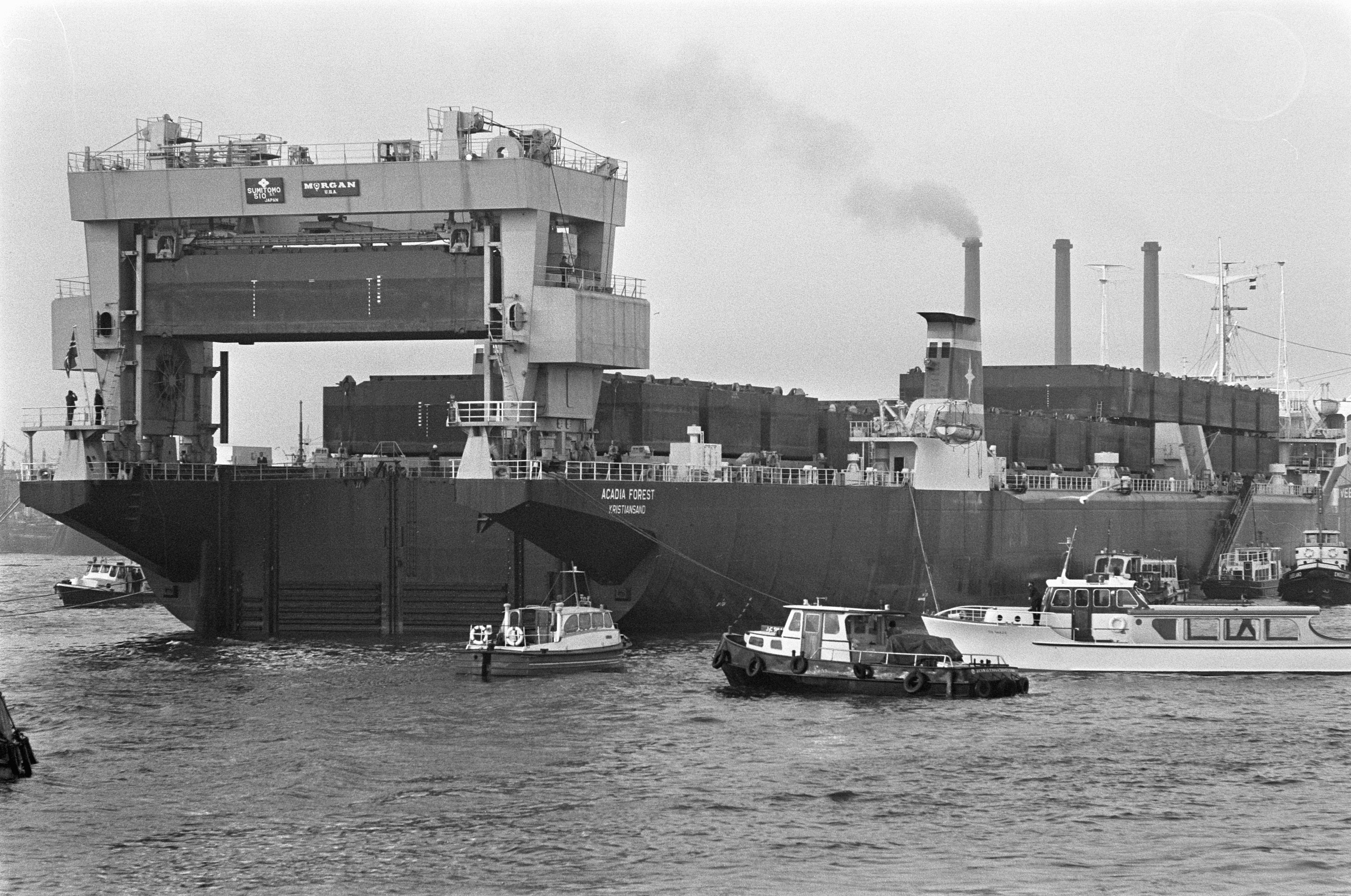
De Acadia Forest, het eerste LASH-schip, in 1969 in Rotterdam

In samenwerking met Kaiser Aluminum and Chemical werd in 1957 bij Bryant Boats een aluminium duwboot gebouwd naar ontwerp van Friede & Goldman. Voor Delta Steamship Lines werd in 1960 de Del Rio-klasse ontworpen. Hierbij was de brug op het voorschip geplaatst. Opvallender waren echter de grote ruimdeksels waardoor de lading makkelijker geladen en gelost kon worden. Goldman noemde dit open schip een all-hatch vessel. In 1968 volgde een serie waarvan de Delta Argentina de eerste was. Het jaar daarop volgde de Acadia Forest, het eerste LASH-schip. Dit concept was ontwikkeld door Jerome L. Goldman nadat Friede in 1962 met pensioen was gegaan.

## Offshore

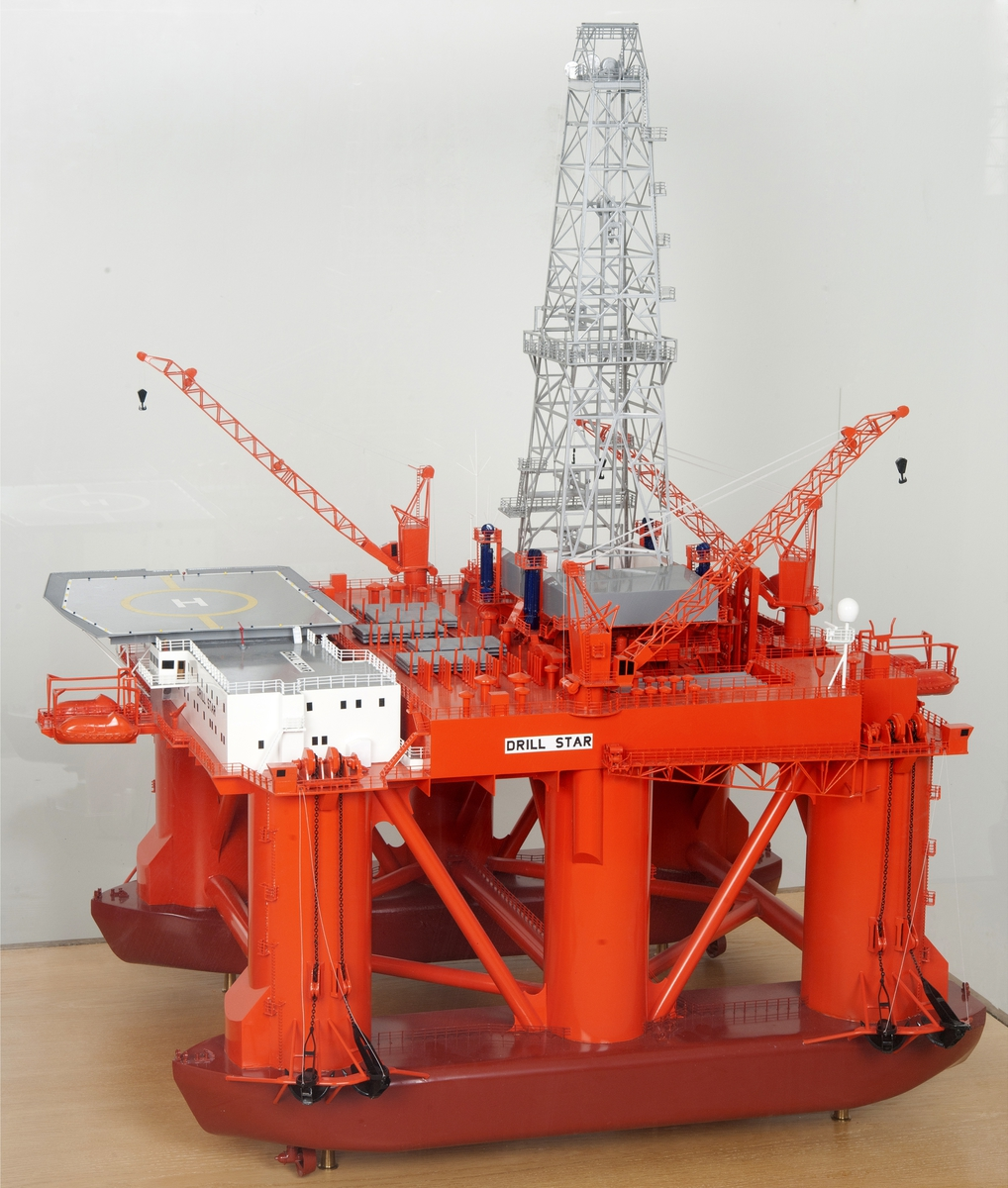
Een model van de Drill Star, een Pacesetter

Een vroeg ontwerp voor de offshore was in 1958 het afzinkbare boorplatform Leonard Glade. Daarna volgde de Sedco 135 uit 1965, dat nog zowel afzinkbaar als halfafzinkbaar was. Van dit ontwerp en latere aangepaste ontwerpen werden er vijftien gebouwd. In 1973 werd de Western Pacesetter I opgeleverd, de eerste uit de succesvolle Pacesetter-serie (L-907). Voor dieper water werd met Hitachi Zosen de Super Pacesetter ontwikkeld. De eerste van dit type was de Penrod 78 uit 1983. De Trendsetter-serie uit de jaren 1980 was niet zo succesvol in de toen slechte offshoremarkt. In 2005 werd het eerste platform opgeleverd uit de ExD Millennium-serie.
In de jaren 1980 werd ook een jackup ontworpen, de L-780-serie. Een doorontwikkeling hiervan is de Super Mod II. Eind jaren 1990 werd begonnen met de JU-2000-serie en in 2001 werd de eerste Universal M Class opgeleverd, speciaal ontworpen voor de zware omstandigheden op de Noordzee.
In 1965 werd het boorschip E. W. Thornton opgeleverd. Dit ontwerp was opmerkelijk, omdat dit een catamaran was.

## Friede Goldman International
In 1996 nam John L. Holloway Friede & Goldman over van Jerome L. Goldman. Holloway had in 1982 de werf HAM Marine opgezet. In 1997 werden zijn beide bedrijven onderdeel van Friede Goldman International (FGI), waarbij HAM Marine daarna Friede Goldman Offshore West werd en Friede Goldman Offshore East werd opgezet als nieuwe werf. Naast Friede Goldman Offshore (FGO) en Friede & Goldman Ltd. (F&G Ltd) viel ook Friede Goldman Newfoundland (FGN) met twee werven in Marystown in Canada onder FGI. Ook nam Holloway het Franse Brissonneau et Lotz Marine (BLM) over, wat Friede Goldman France (FGF) werd, en AmClyde. In 1999 werd Halter Marine overgenomen, waarna de naam Friede Goldman Halter werd.

## Faillissement
Dit was nu een van de grootste bedrijven in de staat, maar het kwam daarna in de problemen, onder meer bij de bouw van twee Megathyst-semi's voor Petrodrill, een consortium van Pride en het Braziliaanse Maritima, dat voor Petrobras de Amethyst 4 en Amethyst 5 liet bouwen. Dit was nog een contract van Halter Marine en uiteindelijk werd dit contract ontbonden.
Friede Goldman zelf had een vergelijkbaar contract met het nieuwe Ocean Rig voor de bouw van twee Bingo 9000-semi's en verloor hier geld op. In 2001 ging het bedrijf uiteindelijk failliet waarna de bedrijfsonderdelen verkocht werden. De reparatiewerven werden verkocht aan Bollinger Shipyards, terwijl de nieuwbouwwerven aan VT Systems, onderdeel van ST Engineering uit Singapore, werden overgedaan. Trinity Yachts was het jaar daarvoor al overgedaan aan voormalig Halter-directeur John Dane III en zijn partners die ook Equitable Equipment overnamen. Signal International werd speciaal opgericht om de afdeling platforms over te nemen, terwijl AmClyde en Brissoneau & Lotz Marine door het Noorse Hydralift werden overgenomen dat in 2002 onderdeel werd van National Oilwell Varco (NOV).

## Nieuwe eigenaren
Het oorspronkelijke Friede & Goldman werd in 2002 verkocht aan het Russische United Heavy Machinery, het eerdere Uralmash. Dit wilde de kennis van Friede & Goldman gebruiken om vooral in de Kaspische Zee te kunnen groeien en troefde daarmee concurrent Keppel af. United Heavy Machinery is onderdeel van I.I.H.C. Industrial Investments Limited van de Georgische Kakha Bendukidze. Deze verkocht Friede & Goldman in 2010 aan Zhen Hua Engineering, onderdeel van China Communications Construction (CCCC).